# مکس بوکوس
مکس بوکوس (به انگلیسی: Max Baucus) (زادهٔ ۱۱ دسامبر ۱۹۴۱) سناتور ایالت ایالت مونتانا در سنای ایالات متحده آمریکا است که برای نخستین‌بار در ۱۵ دسامبر ۱۹۷۸ به‌عضویت این مجلس درآمد. وی در زمرهٔ سناتورهای گروه دوم است که به‌مدت ۴ سال در سنا حضور دارند و تا تاریخ ۳ ژانویه ۲۰۱۵ در این مجلس خواهد بود.